# توروكو
توروكو (بالبرتغالية: Turuçu‏)؛ بلدية برازيلية تقع في الجزء الجنوبي الشرقي من ولاية ريو غراندي دو سول، بالقرب من لاغوا دوس باتوس وهي بحيرة متصلة بالمحيط الأطلسي. يطلق عليها العاصمة الوطنية للفلفل الحار (العاصمة الوطنية دا بيمنتا فيرميلها). بلغ عدد سكانها 3596 نسمة بحسب تقديرات عام 2015، في حين تصل مساحنها إلى 253.64 كيلومتر مربع. اسم البلدة مشتق من لغة أمريكية محلية.

## روابط خارجية
- الموقع الرسمي للمحافظة